# Rotes Licht
Rotes Licht ist ein US-amerikanischer Kriminalfilm aus dem Jahr 1949 von Roy Del Ruth mit George Raft und Virginia Mayo in den Hauptrollen. Der Film noir basiert auf der Kurzgeschichte The Guy Gideon von Donald Barry.

## Handlung
Im Projektionsraum des Gefängniskinos von San Quentin arbeiten die Gefangenen Nick Cherney und Rocky als Filmvorführer. Sie schauen sich eine Filmrolle mit einer Wochenschau an, in der über die Rückkehr des Feldgeistlichen Jess Torno nach über fünf Jahren Dienst im Pazifik nach San Francisco berichtet wird. In dem Bericht wird Jess von seinem Bruder John, Chef einer Spedition, begrüßt. Cherney war Johns Buchhalter und wurde wegen Unterschlagung vor Gericht gestellt und verurteilt. Rocky soll in der nächsten Woche freigelassen werden. Cherney schwört seinen Freund darauf ein, für ihn Rache an John zu nehmen.
John, der seinen Bruder sehr liebt, will Jess zu der Kirche fahren, die sein nächster Arbeitsplatz werden wird. Jess packt im Hotelzimmer seine Koffer, als plötzlich das Licht ausgeht und Rocky in der Tür erscheint. Rocky schießt auf Jess und flüchtet. Als John seinen Bruder abholen will, findet er ihn niedergeschossen vor. Bevor er stirbt, kann er Jess noch flüstern, dass etwas in der Bibel geschrieben stehe. John kann nichts in der Bibel seines Bruders finden.
John wird von den Polizei-Detectives Strecker und Ryan aufgesucht, die ihn warnen, das Gesetz in die eigenen Hände zu nehmen. Von seinem Partner Warni Hazard erfährt John, dass Cherney aus dem Gefängnis entlassen wurde. Da er aber zum Tatzeitpunkt noch einsaß, hat er ein stichfestes Alibi. Warni und John bemerken ein Büro des Gideonbundes, einer christlichen Vereinigung, die Bibeln in Hotelzimmern auslegt. John erinnert sich, dass er im Hotelzimmer eine zweite Bibel gesehen hat. Im Hotel wird ihm gesagt, dass die Bibel aus Jess’ Hotelzimmer gestohlen wurde. Er liest sich die Gästeliste durch und erfährt, dass eine Carla North die erste Person war, die das Hotelzimmer nach Abschluss der Ermittlungen bezog. Als Adresse gab die Frau Ken Murrays Show als Zustellanweisung (℅) an.
John befragt Ken Murray in dessen Theater. Carla hatte einen eigenen Act, der gestrichen wurde. Murray kann John die Adresse von Carlas Hotel geben. John sucht das Hotelzimmer auf. Zwar ist Carla nicht da, aber er verschafft sich Eintritt. Im Zimmer findet er ein Foto von Jess und einigen Soldaten der Luftwaffe. Carla kommt zurück und überrascht ihn. Sie sagt, sie habe die Bibel nicht gestohlen. Einer der Soldaten auf dem Foto sei ihr Bruder. John bietet ihr an, ihm gegen Bezahlung bei der Suche nach den anderen Hotelgästen zu helfen. Einen Grund für die Suche nennt er ihr nicht.
In San Francisco versucht Cherney, wieder seinen alten Job bei Torno zu bekommen. Er bekommt ein Gespräch zwischen John und Warni mit. John erklärt seinem Partner, warum er die Bibel finden will. John reist mit Carla nach Reno, um dort mit Walter Stoner, Koch in einem Schnellrestaurant, zu sprechen. Dabei bemerkt er, dass er von Rocky beobachtet wird. Draußen wird er von Rocky verfolgt, kann diesen jedoch überwältigen und seine Waffe abnehmen. Dabei findet er den Schlüssel zu seinem Hotelzimmer. Im Hotel können Rocky und Cherney, der in Johns Zimmer gewartet hat, entkommen. Im Zug erklärt Rocky, dass er genug habe und aufhören wolle. Daraufhin wirft ihn Cherney aus dem Zug. In San Francisco angekommen, verfolgt er Warni und tötet ihn.
Am nächsten Tag erfährt John von Strecker und Ryan, dass er unter polizeilicher Beobachtung stehe. Mit Hilfe eines seiner Fahrer kann John jedoch die Stadt verlassen. In Monterey findet er Pablo und dessen Freundin Trina. Pablo, der im Krieg sein Augenlicht verlor, gesteht, die Bibel an sich genommen zu haben. Er hat in dem Hotel eingecheckt, um dort Selbstmord zu begehen. Doch wurde er von einem Fensterputzer davon abgehalten, der durch das offene Fenster ins Zimmer stieg, ihm die Waffe abnahm und ihn beruhigte. Durch einen Windstoß wurden die Seiten der Hotelbibel umgeblättert. Der Fensterputzer las die offen liegende Bibelpassage vor, was Pablo seinen Lebenswillen wiedergab. Pablo führt John zu sich nach Hause, wo er mit seiner Mutter lebt. Die Mutter erzählt ihnen, dass eine junge Frau, Carla, vor einer Stunde da war und die Bibel mitgenommen habe.
Zurück in San Francisco versucht John, Carla telefonisch zu erreichen. Er beauftragt sogar Cherney damit, verschiedene Hotels anzurufen. Endlich erscheint Carla in Johns Büro mit der Bibel und in Begleitung von Strecker und Ryan. Carla fordert John auf, den Römerbrief Kapitel 12, Vers 19 zu lesen. Dort heißt es: Rächt euch nicht selbst, Geliebte, sondern gebt Raum dem Zorn ⟨Gottes⟩! Denn es steht geschrieben: »Mein ist die Rache; ich will vergelten, spricht der Herr.« Am Seitenrand steht in Jess’ Handschrift Johnny – Du sollst nicht töten! Strecker teilt dem erstaunten Johnny mit, dass in seinem Büro die Waffe gefunden wurde, die er Rocky abnahm. Mit dieser Waffe wurde Jess getötet. John will sich sofort auf die Suche nach Rocky machen, doch Carla protestiert energisch. Rache sei nicht im Sinne seines Bruders. Mit einem zynischen Blick stimmt Cherney Carla zu.
Cherney verlässt das Büro und stößt auf Rocky, der den Sturz aus dem Zug überlebt hat. Cherney schießt ihn nieder und sagt den anderen, er habe einen Herumtreiber erschossen. Rocky lebt allerdings noch und kann mit letzter Kraft Cherney als Verantwortlichen für den Mord an Jess bezeichnen. Cherney hält die anderen mit seiner Pistole in Schach und flüchtet aufs Dach. In strömendem Regen erklettert er die Leuchtbuchstaben der Spedition. John verfolgt ihn, es kommt zu einer Schießerei. Cherney geht die Munition aus, John verzichtet darauf, den nun Unbewaffneten zu erschießen. Cherney versucht zu fliehen, erhält aber einen Stromschlag und stürzt in die Tiefe. Strecker sagt Carla, dass nicht John Cherney getötet habe, sondern jemand anderes.

## Produktion

### Hintergrund
Gedreht wurde der Film im März 1949 in San Francisco, am San Quentin State Prison, Carmel sowie in Reno (Nevada).
Der Film ist der erste, bei dem an Stelle des Lichttonverfahrens das Magnettonverfahren benutzt wurde.

### Stab
Frank Paul Sylos war der Art Director, Edward R. Robinson der Szenenbildner.

### Besetzung
In kleinen nicht im Abspann erwähnten Nebenrollen traten Paul Frees, Mack Gray, Movita als Trina und Victor Sen Yung auf. Ebenfalls unerwähnt blieb Soledad Jiménez in der Rolle von Pablos Mutter.

## Veröffentlichung
Die Premiere des Films fand am 15. September 1949 in Los Angeles statt. In der Bundesrepublik Deutschland kam er am 15. Mai 1951 in die Kinos, in Österreich bereits am 27. April 1951.

## Kritiken
Der Filmkritiken-Aggregator Rotten Tomatoes hat ein Publikumsergebnis von 35 Prozent positiver Bewertungen eingependelt.
Das Lexikon des internationalen Films schrieb: „Konventioneller Kriminalfilm mit einem ‚moralischen‘ Ende, das aufgesetzt wirkt.“
Der Kritiker des TV Guide nannte den Film rührselig, aber ziemlich interessant.